# Leichtathletik-Weltmeisterschaften 1997/800 m der Männer
Der 800-Meter-Lauf der Männer bei den Leichtathletik-Weltmeisterschaften 1997 wurde vom 4. bis 8. August 1997 im Olympiastadion der griechischen Hauptstadt Athen ausgetragen.
Seinen zweiten von drei Weltmeistertiteln errang der dänische Titelverteidiger Wilson Kipketer. Auf den zweiten Platz kam der Kubaner Norberto Téllez, der mit der 4-mal-400-Meter-Staffel seines Landes 1992 Olympiabronze und 1995 Gold bei den Panamerikanischen Spielen gewonnen hatte. Darüber hinaus war Téllez Sieger bei den Panamerikanischen Spielen 1995 über 400 Meter. Bronze ging an den US-Amerikaner Rich Kenah.

## Bestehende Rekorde
| Weltrekord               | 1:41,73 min | Sebastian Coe    | Florenz, Italien        | 10. Juni 1981     |
| Weltrekord               | 1:41,73 min | Wilson Kipketer  | Stockholm, Schweden     | 7. Juli 1997      |
| Weltmeisterschaftsrekord | 1:43,06 min | Billy Konchellah | WM 1987 in Rom, Italien | 1. September 1987 |

Der bestehende WM-Rekord wurde bei diesen Weltmeisterschaften nicht eingestellt und nicht verbessert. Allerdings blieb der für Dänemark startende Weltmeister Wilson Kipketer im Finale nur um 32 Hundertstelsekunden über dem bestehenden Rekord.
Der Libanese Ali Khazaal stellte im zweiten Vorlauf mit 1:50,66 min einen neuen Landesrekord auf.

## Vorrunde
Die Vorrunde wurde in sieben Läufen durchgeführt. Die ersten vier Athleten pro Lauf – hellblau unterlegt – sowie die darüber hinaus vier zeitschnellsten Läufer – hellgrün unterlegt – qualifizierten sich für das Viertelfinale.

### Vorlauf 1
4. August 1997, 10:00 Uhr
| Platz | Name                   | Nation         | Zeit (min) |
| ----- | ---------------------- | -------------- | ---------- |
| 1     | Wilson Kipketer        | Dänemark       | 1:46,34    |
| 2     | Hezekiél Sepeng        | Südafrika      | 1:46,42    |
| 3     | Einars Tupuritis       | Lettland       | 1:46,96    |
| 4     | Tor Øivind Ødegard     | Norwegen       | 1:47,33    |
| 5     | Jean-Marc Destine      | Haiti          | 1:47,76    |
| 6     | Joseph Rakotoarimanana | Madagaskar     | 1:47,86    |
| 7     | Mark Sesay             | Großbritannien | 1:49,00    |
| 8     | Chérif Baba Aidara     | Mauretanien    | 1:56,85    |

### Vorlauf 2
4. August 1997, 10:10 Uhr
| Platz | Name                  | Nation       | Zeit (min) |
| ----- | --------------------- | ------------ | ---------- |
| 1     | Norberto Téllez       | Kuba         | 1:46,44    |
| 2     | Panayiótis Stroubákos | Griechenland | 1:46,49    |
| 3     | Andrea Longo          | Italien      | 1:46,79    |
| 4     | Mario Vernon-Watson   | Jamaika      | 1:46,96    |
| 5     | Savieri Ngidhi        | Simbabwe     | 1:46,97    |
| 6     | Ivan Komar            | Belarus      | 1:47,53    |
| 7     | Ali Khazaal           | Libanon      | 1:50,66 NR |
| 8     | Vanco Stojanov        | Mazedonien   | 1:52,65    |

### Vorlauf 3
4. August 1997, 10:20 Uhr
| Platz | Name                       | Nation      | Zeit (min) |
| ----- | -------------------------- | ----------- | ---------- |
| 1     | Marko Koers                | Niederlande | 1:47,17    |
| 2     | Rich Kenah                 | USA         | 1:47,25    |
| 3     | André Bucher               | Schweiz     | 1:47,44    |
| 4     | José Luíz Barbosa          | Brasilien   | 1:47,53    |
| 5     | Michael Wildner            | Österreich  | 1:47,77    |
| 6     | Sergey Kozhevnikov         | Russland    | 1:48,11    |
| 7     | Mohamed Saleh Hadj Haidara | Bahrain     | 1:53,56    |
| DNF   | Giuseppe D’Urso            | Italien     |            |

### Vorlauf 4
4. August 1997, 10:30 Uhr
| Platz | Name               | Nation    | Zeit (min) |
| ----- | ------------------ | --------- | ---------- |
| 1     | Patrick Konchellah | Kenia     | 1:47,15    |
| 2     | David Matthews     | Irland    | 1:47,33    |
| 3     | Marius van Heerden | Südafrika | 1:47,56    |
| 4     | Nathan Kahan       | Belgien   | 1:47,62    |
| 5     | Viktors Lacis      | Lettland  | 1:48,65    |
| 6     | Liam Byrne         | Gibraltar | 2:00,18    |
| DNF   | Mahjoub Haïda      | Marokko   |            |
| DNS   | Julius Achon       | Uganda    |            |

### Vorlauf 5
4. August 1997, 10:40 Uhr
| Platz | Name                 | Nation         | Zeit (min) |
| ----- | -------------------- | -------------- | ---------- |
| 1     | Vebjørn Rodal        | Norwegen       | 1:47,58    |
| 2     | Arthémon Hatungimana | Burundi        | 1:47,73    |
| 3     | Andrew Hart          | Großbritannien | 1:47,98    |
| 4     | Hendrick Mokganyetsi | Südafrika      | 1:48,10    |
| 5     | Pavel Soukup         | Tschechien     | 1:48,16    |
| 6     | Mark Tonks           | Neuseeland     | 1:48,85    |
| 7     | Yaya Terap Adoum     | Tschad         | 1:54,01    |
| 8     | Manlio Molinari      | San Marino     | 1:55,89    |

### Vorlauf 6
4. August 1997, 10:50 Uhr
| Platz | Name             | Nation         | Zeit (min) |
| ----- | ---------------- | -------------- | ---------- |
| 1     | Patrick Ndururi  | Kenia          | 1:49,51    |
| 2     | Lukáš Vydra      | Tschechien     | 1:50,08    |
| 3     | Adem Hecini      | Algerien       | 1:55,25    |
| 4     | Brandon Rock     | USA            | 1:58,05    |
| 5     | Cuthbert Modeste | St. Lucia      | 2:01,24    |
| DNF   | Paul Walker      | Großbritannien |            |
| DNS   | Graham Hood      | Kanada         |            |
| DNS   | Mahdi Moullai    | Iran           |            |

### Vorlauf 7
4. August 1997, 11:ß0 Uhr
| Platz | Name                   | Nation  | Zeit (min) |
| ----- | ---------------------- | ------- | ---------- |
| 1     | Mark Everett           | USA     | 1:47,10    |
| 2     | Benson Koech           | Kenia   | 1:47,15    |
| 3     | Benyounés Lahlou       | Marokko | 1:47,33    |
| 4     | Mohamed Yagoub Babiker | Sudan   | 1:47,34    |
| 5     | Kennedy Osei           | Ghana   | 1:47,45    |
| 6     | José Manuel Cerezo     | Spanien | 1:47,68    |
| 7     | Tim Rogge              | Belgien | 1:48,38    |
| 8     | Alex Morgan            | Jamaika | 1:50,83    |

## Viertelfinale
In den vier Viertelfinalläufen qualifizierten sich die jeweils ersten drei Athleten – hellblau unterlegt – sowie die darüber hinaus vier zeitschnellsten Läufer – hellgrün unterlegt – für das Halbfinale.
Das deutlich schnellste Viertelfinalrennen war das zweite. So rekrutierten sich alle Läufer, die das Halbfinale erreichten, aus diesem zweiten Lauf.

### Viertelfinallauf 1
5. August 1997, 18:00 Uhr
| Platz | Name                | Nation      | Zeit (min) |
| ----- | ------------------- | ----------- | ---------- |
| 1     | Marko Koers         | Niederlande | 1:46,52    |
| 2     | Patrick Ndururi     | Kenia       | 1:46,56    |
| 3     | Benyounés Lahlou    | Marokko     | 1:46,63    |
| 4     | Savieri Ngidhi      | Simbabwe    | 1:46,92    |
| 5     | Lukáš Vydra         | Tschechien  | 1:47,56    |
| 6     | Nathan Kahan        | Belgien     | 1:48,66    |
| 7     | Mario Vernon-Watson | Jamaika     | 1:49,52    |
| 8     | Ivan Komar          | Belarus     | 1:50,17    |

### Viertelfinallauf 2

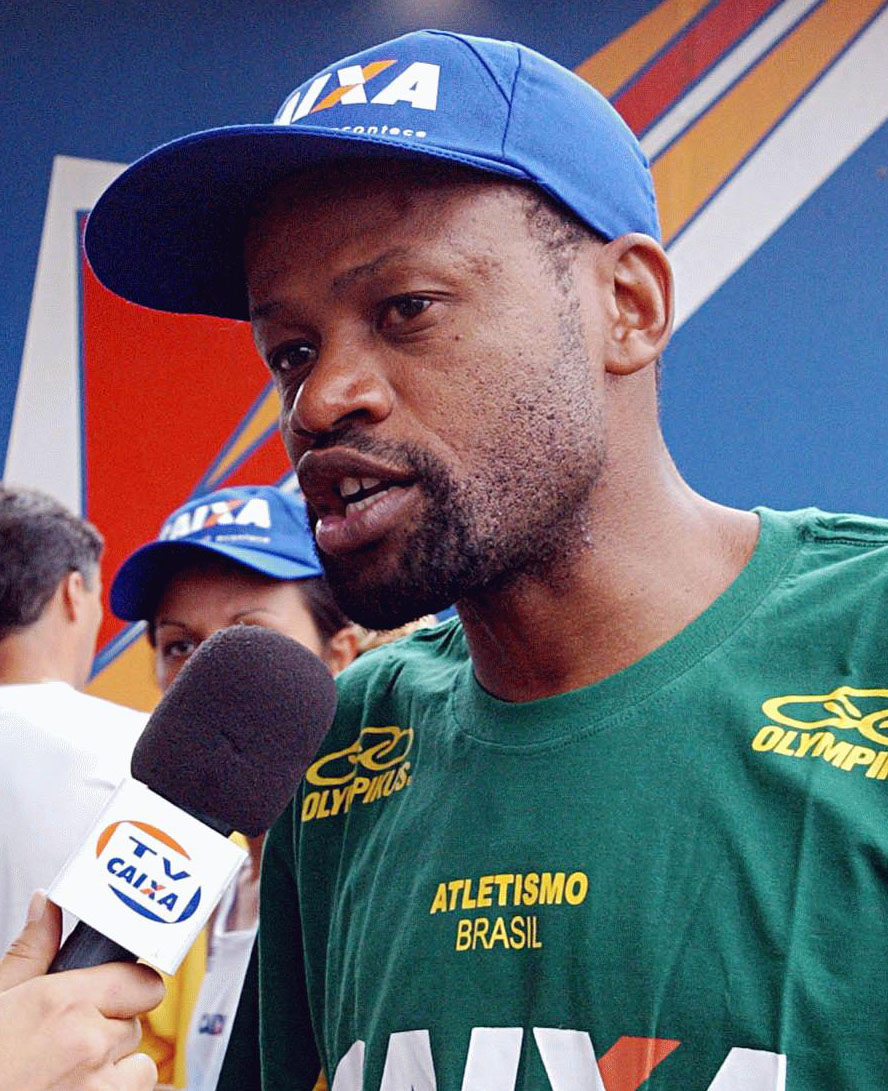
José Luíz Barbosa, 1991 Vizeweltmeister und 1987 WM-Dritter, schied als Siebter seines Rennens im Viertelfinale aus

5. August 1997, 18:08 Uhr
| Platz | Name                   | Nation    | Zeit (min) |
| ----- | ---------------------- | --------- | ---------- |
| 1     | Norberto Téllez        | Kuba      | 1:44,82    |
| 2     | Hezekiél Sepeng        | Südafrika | 1:44,91    |
| 3     | Mark Everett           | USA       | 1:44,95    |
| 4     | Adem Hecini            | Algerien  | 1:45,19    |
| 5     | André Bucher           | Schweiz   | 1:45,33    |
| 6     | Tor Øivind Ødegard     | Norwegen  | 1:45,42    |
| 7     | Mohamed Yagoub Babiker | Sudan     | 1:45,73    |
| 8     | David Matthews         | Irland    | 1:46,66    |

### Viertelfinallauf 3
5. August 1997, 18:16 Uhr
| Platz | Name                 | Nation         | Zeit (min) |
| ----- | -------------------- | -------------- | ---------- |
| 1     | Vebjørn Rodal        | Norwegen       | 1:46,43    |
| 2     | Patrick Konchellah   | Kenia          | 1:46,43    |
| 3     | Rich Kenah           | USA            | 1:46,48    |
| 4     | Arthémon Hatungimana | Burundi        | 1:46,64    |
| 5     | Einars Tupuritis     | Lettland       | 1:46,97    |
| 6     | Marius van Heerden   | Südafrika      | 1:47,20    |
| 7     | José Luíz Barbosa    | Brasilien      | 1:47,30    |
| 8     | Andrew Hart          | Großbritannien | 1:48,03    |

### Viertelfinallauf 4

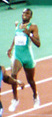
Um einen Rang verpasste Hendrick Mokganyetsi den Einzug ins Halbfinale

5. August 1997, 18:24 Uhr
| Platz | Name                  | Nation       | Zeit (min) |
| ----- | --------------------- | ------------ | ---------- |
| 1     | Wilson Kipketer       | Dänemark     | 1:45,54    |
| 2     | Panayiótis Stroubákos | Griechenland | 1:45,94    |
| 3     | Kennedy Osei          | Ghana        | 1:46,00    |
| 4     | Hendrick Mokganyetsi  | Südafrika    | 1:46,56    |
| 5     | Andrea Longo          | Italien      | 1:46,60    |
| 6     | Brandon Rock          | USA          | 1:47,13    |
| 7     | José Manuel Cerezo    | Spanien      | 1:48,90    |
| DNS   | Benson Koech          | Kenia        |            |

## Halbfinale
In den beiden Halbfinalläufen qualifizierten sich die jeweils ersten vier Athleten – hellblau unterlegt – für das Finale.

### Halbfinallauf 1
6. August 1997, 19:15 Uhr
| Platz | Name                   | Nation       | Zeit (min) |
| ----- | ---------------------- | ------------ | ---------- |
| 1     | Patrick Konchellah     | Kenia        | 1:45,07    |
| 2     | Norberto Téllez        | Kuba         | 1:45,37    |
| 3     | Vebjørn Rodal          | Norwegen     | 1:45,41    |
| 4     | Mark Everett           | USA          | 1:45,94    |
| 5     | Adem Hecini            | Algerien     | 1:46,02    |
| 6     | Mohamed Yagoub Babiker | Sudan        | 1:46,09    |
| 7     | Benyounés Lahlou       | Marokko      | 1:46,42    |
| 8     | Panayiótis Stroubákos  | Griechenland | 1:46,81    |

### Halbfinallauf 2
6. August 1997, 19:21 Uhr
| Platz | Name               | Nation      | Zeit (min) |
| ----- | ------------------ | ----------- | ---------- |
| 1     | Wilson Kipketer    | Dänemark    | 1:46,14    |
| 2     | Rich Kenah         | USA         | 1:46,37    |
| 3     | Patrick Ndururi    | Kenia       | 1:46,60    |
| 4     | Marko Koers        | Niederlande | 1:46,62    |
| 5     | Kennedy Osei       | Ghana       | 1:46,78    |
| 6     | André Bucher       | Schweiz     | 1:46,88    |
| 7     | Hezekiél Sepeng    | Südafrika   | 1:47,00    |
| 8     | Tor Øivind Ødegard | Norwegen    | 1:47,83    |

## Finale
8. August 1997, 19:40 Uhr
| Platz | Name               | Nation      | Zeit (min) |
| ----- | ------------------ | ----------- | ---------- |
| 1     | Wilson Kipketer    | Dänemark    | 1:43,38    |
| 2     | Norberto Téllez    | Kuba        | 1:44,00    |
| 3     | Rich Kenah         | USA         | 1:44,25    |
| 4     | Patrick Konchellah | Kenia       | 1:44,26    |
| 5     | Vebjørn Rodal      | Norwegen    | 1:44,53    |
| 6     | Marko Koers        | Niederlande | 1:44,85    |
| 7     | Patrick Ndururi    | Kenia       | 1:45,24    |
| 8     | Mark Everett       | USA         | 1:49,02    |

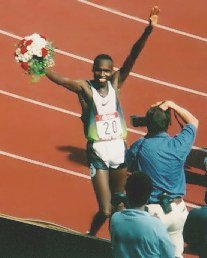
Wilson Kipketer – als Titelverteidiger zu seinem zweiten von drei WM-Titeln

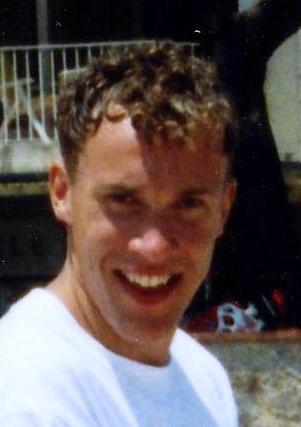
Vebjørn Rodal, 1994 Vizeeuropameister, 1995 WM-Dritter und 1996 Olympiasieger, kam hier auf den fünften Platz
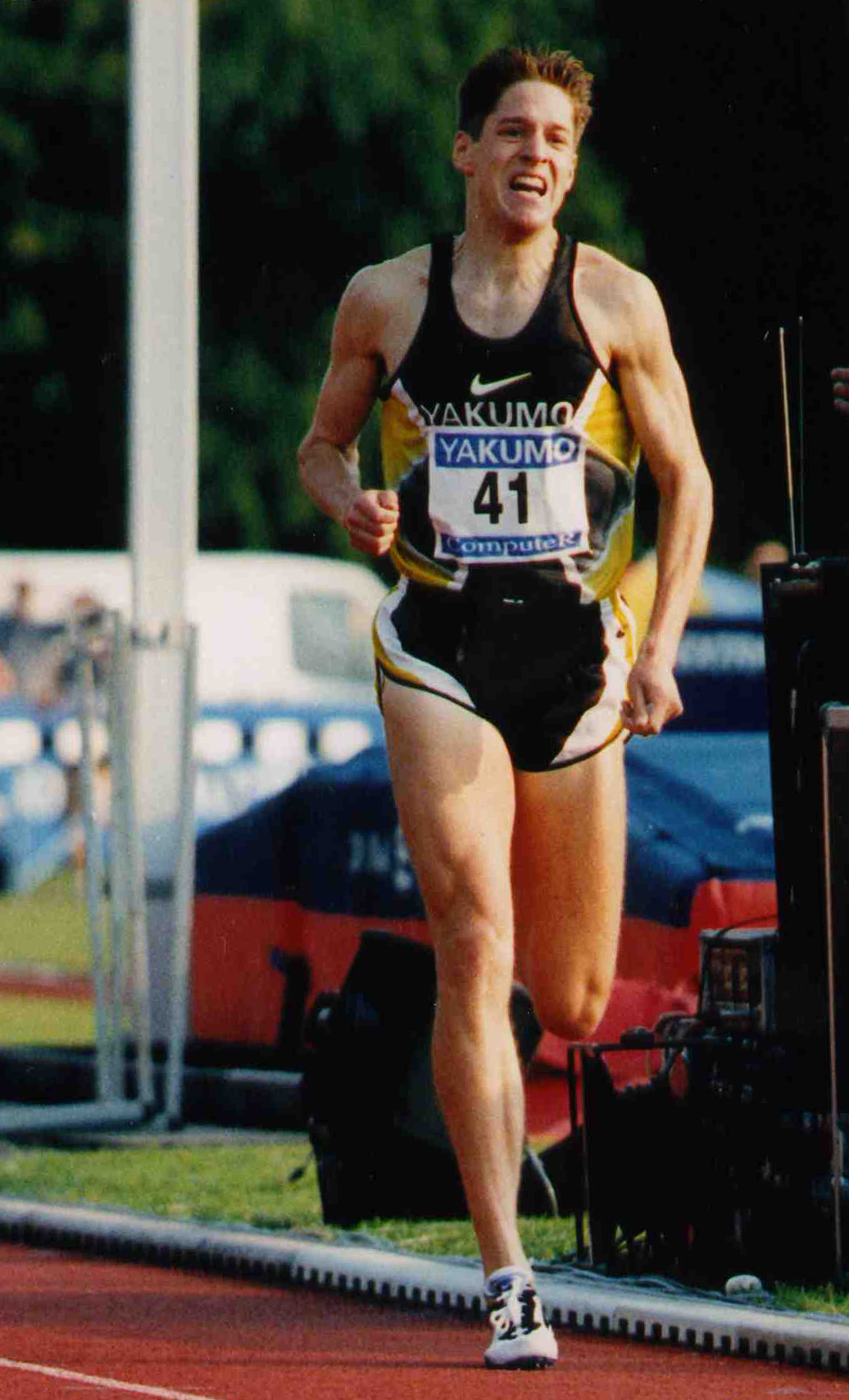
Der sechstplatzierte Marko Koers

## Video
- 1997 World Champ 800m, Video veröffentlicht am 8. Juli 2007 auf youtube.com, abgerufen am 13. Juni 2020